# Алейс Відаль
Алейс Відаль (ісп. Aleix Vidal, нар. 21 серпня 1989, Бальш) — іспанський футболіст, правий фланговий півзахисник «Еспаньйола» і збірної Іспанії.
Виступав, зокрема, за «Альмерію», «Севілью» та збірну Каталонії.

## Клубна кар'єра
Народився 21 серпня 1989 року в місті Бальш. Вихованець футбольної школи клубу «Дамм». У дорослому футболі дебютував 2008 року виступами за другу команду барселонського «Еспаньйола», в якій провів один сезон, взявши участь лише у 2 матчах чемпіонату. 
Частину 2009 року провів у Греції, де на умовах оренди грав за «Пантракікос», провів 8 ігор у Грецькій Суперлізі. Того ж 2009 року став гравцем  «Хімнастік» із Сегунди. Проте, провівши лише одну гру за свій новий клуб, був відданий в оренду до нижчоглігового клубу «Побла Мафумет», де протягом сезону отримував ігрову практику, граючи у Терсері.
2010 року уклав контракт за «Майоркою», в якій протягом сезону грав виключно за другу команду, після чого перейшов до «Альмерії». У цій команді, що також грала у Сегунді, Алейс відразу став ключовим гравцем півзахисту, а в сезоні 2012/13 допоміг «Альмерії» здобути підвищення у класі. Сезон 2013/14 провів вже в елітній Прімері, також лишаючись одним з лідерів «Альмерії», чим викликав інтерес сильніших команд ліги.
Влітку 2014 року один з лідерів іспанської першості «Севілья» виклала за гравця 3 мільйони євро та уклала з ним чотирирічний контракт. 
Після успішного сезону у складі «Севільї» на гравця звернула увагу «Барселона». І вже на початку червня 2015 року було офіційно оголошено про трансфер.
Дебютував за «Барселону» 6 січня в матчі проти «Еспаньйола» (4:1).

## Виступи за збірну
2013 року дебютував в офіційних матчах у складі невизнаної міжнародними футбольними організаціями збірної Каталонії. А в травні 2015 року отримав свій перший виклик до лав збірної Іспанії і 11 червня дебютував в іграх за цю команду у товариській грі проти збірної Коста-Рики.

## Статистика виступів

### Статистика клубних виступів
Станом на 10 червня 2015
| Сезон                | Команда              | Чемпіонат            | Чемпіонат | Чемпіонат | Національний кубок | Національний кубок | Національний кубок | Континентальні кубки | Континентальні кубки | Континентальні кубки | Інші змагання | Інші змагання | Інші змагання | Усього | Усього |
| Сезон                | Команда              | Ліга                 | Ігор      | Голів     | Ліга               | Ігор               | Голів              | Ліга                 | Ігор                 | Голів                | Ліга          | Ігор          | Голів         | Ігор   | Голів  |
| -------------------- | -------------------- | -------------------- | --------- | --------- | ------------------ | ------------------ | ------------------ | -------------------- | -------------------- | -------------------- | ------------- | ------------- | ------------- | ------ | ------ |
| 2008–09              | «Еспаньйол Б»        | ТД                   | 2         | 0         | -                  | -                  | -                  | -                    | -                    | -                    | -             | -             | -             | 2      | 0      |
| 2009–10              | «Пантракікос»        | ГС                   | 8         | 0         | КГ                 | 0                  | 0                  | -                    | -                    | -                    | -             | -             | -             | 8      | 0      |
| 2009–10              | «Хімнастік»          | СД                   | 1         | 0         | КІ                 | 0                  | 0                  |                      | -                    | -                    |               | -             | -             | 1      | 0      |
| 2010–11              | «Майорка Б           | СД                   | 35        | 6         | -                  | -                  | -                  | -                    | -                    | -                    | -             | -             | -             | 35     | 6      |
| 2011–12              | «Альмерія»           | СД                   | 41        | 5         | КІ                 | 2                  | 0                  | -                    | -                    | -                    | -             | -             | -             | 43     | 5      |
| 2012–13              | «Альмерія»           | СД                   | 37+4      | 4+2       | КІ                 | 4                  | 1                  | -                    | -                    | -                    | -             | -             | -             | 45     | 7      |
| 2013–14              | «Альмерія»           | ПД                   | 38        | 6         | КІ                 | 4                  | 1                  | -                    | -                    | -                    | -             | -             | -             | 42     | 7      |
| Усього за «Альмерію» | Усього за «Альмерію» | Усього за «Альмерію» | 116+4     | 15+2      |                    | 10                 | 2                  |                      |                      |                      |               |               |               | 130    | 19     |
| 2014–15              | «Севілья»            | ПД                   | 31        | 4         | КІ                 | 4                  | 0                  | ЛЄ                   | 12                   | 2                    | СУ            | 1             | 0             | 48     | 6      |
| Усього за кар'єру    | Усього за кар'єру    | Усього за кар'єру    | 191       | 27        |                    | 14                 | 2                  |                      | 12                   | 2                    |               | 1             | 0             | 224    | 31     |

## Досягнення
- Чемпіон Іспанії (1):

«Барселона»: 2015-16
- Володар Кубка Іспанії (3):

«Барселона»: 2015-16, 2016-17, 2017-18
- Володар Суперкубка Іспанії (1):

«Барселона»: 2016
- Переможець Ліги Європи (1):

«Севілья»: 2014–15